# Hammerharlesberg
Hammerharlesberg ist ein Gemeindeteil von Theisseil im Landkreis Neustadt an der Waldnaab im bayerischen Regierungsbezirk Oberpfalz.

## Geographische Lage
Hammerharlesberg liegt auf dem Ostufer der Waldnaab, 700 m südwestlich der Kreisstraße 27, die Neustadt an der Waldnaab mit Theisseil verbindet.
1 km westlich von Hammerharlesberg verläuft die Bahnstrecke Weiden–Oberkotzau mit dem Bahnhof von Altenstadt an der Waldnaab.
Hammerharlesberg liegt 1 km südwestlich von Roschau, 1,5 km südöstlich von Altenstadt an der Waldnaab, 3 km nördlich von Weiden in der Oberpfalz und 4,3 km nordwestlich von Theisseil.

## Geschichte

### 13. bis 16. Jahrhundert
In einem Steuerbuch von 1270 wurde der Eisenhammer Hammerharlesberg unter dem Namen „Horminsperch“ mit 2 Höfen und einer Mühle als zum Amt Störnstein gehörig erstmals schriftlich erwähnt.
Eisenerz wurde in der Umgebung abgebaut und kam im 13. Jahrhundert von den Ämtern Parkstein und Störnstein.
Nach der Ausbeutung der örtlichen Eisenlager wurde das Eisenerz ab dem 15. Jahrhundert von Amberg herangeschafft.
In den Dokumenten bis zum 17. Jahrhundert wurde Hammerharlesberg nicht getrennt von Harlesberg behandelt.
Oft wurde es einfach als Mühle zu Harlesberg gehörig aufgeführt.
Der Wittelsbacher Ludwig der Strenge kaufte 1262 die Herrschaft Störnstein von Ulrich Stör und vereinigte sie mit der Herrschaft Neustadt zur Herrschaft Störnstein-Neustadt.
Das Geschlecht der Störe war eine Zweiglinie der Herren von Murach, die verbunden waren mit den Ortenburgern.
Dieser Kauf war ein Versuch der Wittelsbacher, den Einfluss der Ortenburger in der Oberpfalz zu vermindern.
Das Salbuch Ludwig des Strengen aus dem Jahr 1283 verzeichnete Harlesberg mit 4 Höfen und einer Mühle, das war Hammerharlesberg, als zur Herrschaft Störnstein gehörig.
Hammerharlesberg wurde als zu Harlesberg (auch „Hornungesperch, Hornungsperg, Horminsperch, Horungsperg, Harungsperg, Harnesberg, Harmesperg, Harlesperg, Harleßberg“) gehörige Mühle in den Urbaren von 1285 und 1326 und im Böhmischen Salbüchlein von 1366 erwähnt. Im Böhmischen Salbüchlein wurde Hammerharlesberg als „hamer zu dem Horungsperg“ bezeichnet, der Eigentum des Ulrich Wurtzer war. Ulrich Wurtzer war 1368 Hammerschmied auf dem Hammer Hammerharlesberg. 1382 übergab Hinzig Pflug den Hammer Hammerharlesberg an den Amberger Bürger Heinrich Hiesel. Im Jahr 1502 war die Witwe Adelheit Hornungsperger aus Weiden Besitzerin von Hammerharlesberg.
Die Hammermeister hatten das Recht, Bier auszuschenken. 1508 kam es zu einem Streit über die Bierschenken in Hammerharlesberg. Die Hammermeister von Hammerharlesberg hatten das Bier in Weiden statt im nahe gelegenen Neustadt gekauft. Als Schlichter in diesem Streit trat Dietrich von Guttenstein auf. Diesem hatte Vladislav II. König, von Ungarn und Böhmen 1504 die Pfandschaft über Neustadt verliehen.
Im Zinsregister von 1514 wurde vermerkt, dass Hammerharlesberg zu Störnstein gehört und in zwei Teile geteilt war. Beide Hammermeister waren nach Störnstein zinspflichtig. Ab 1540 waren die Hammermeister von Hammerharlesberg nicht mehr selbständig, sondern Angestellte oder Pächter.
Aus einem Vertrag zwischen Ulrich von Heideck und Willibald von Wirsberg zu Waldthurn von 1553 weiß man, dass zu dieser Zeit der Hammer zu Hammerharlesberg den Heideckern persönlich gehörte.
Hammerharlesberg gehörte bis 1578 den Heideckern, dann ging es in den Besitz der Lobkowitzer über. Ende des 16. Jahrhunderts führte der Holz- und Eisenerzmangel zur Stilllegung des Eisenhammers in Hammerharlesberg.

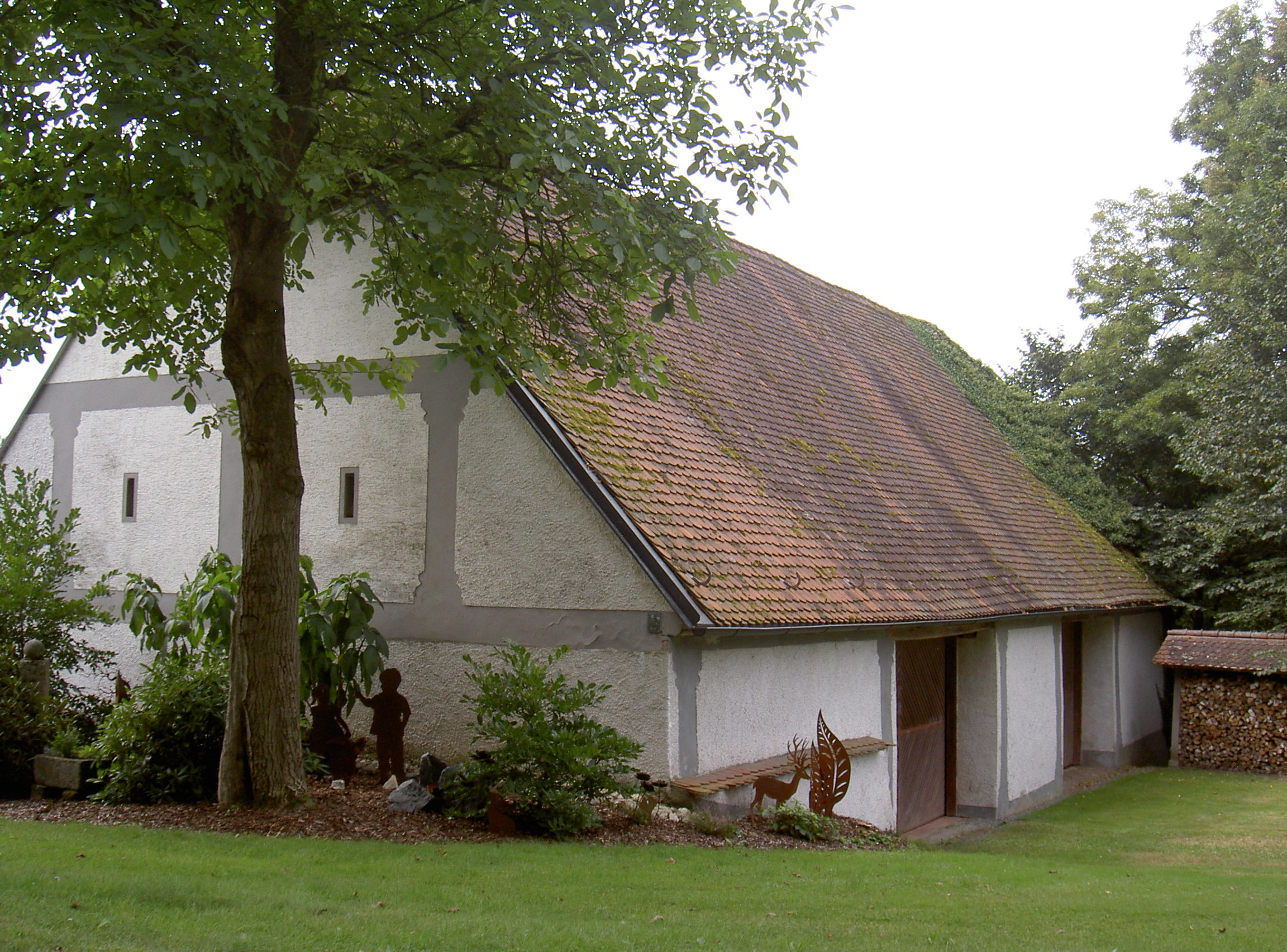
Hammerharlesberg, gemauerter Stadel des Lobkowitz'schen Meierhofs

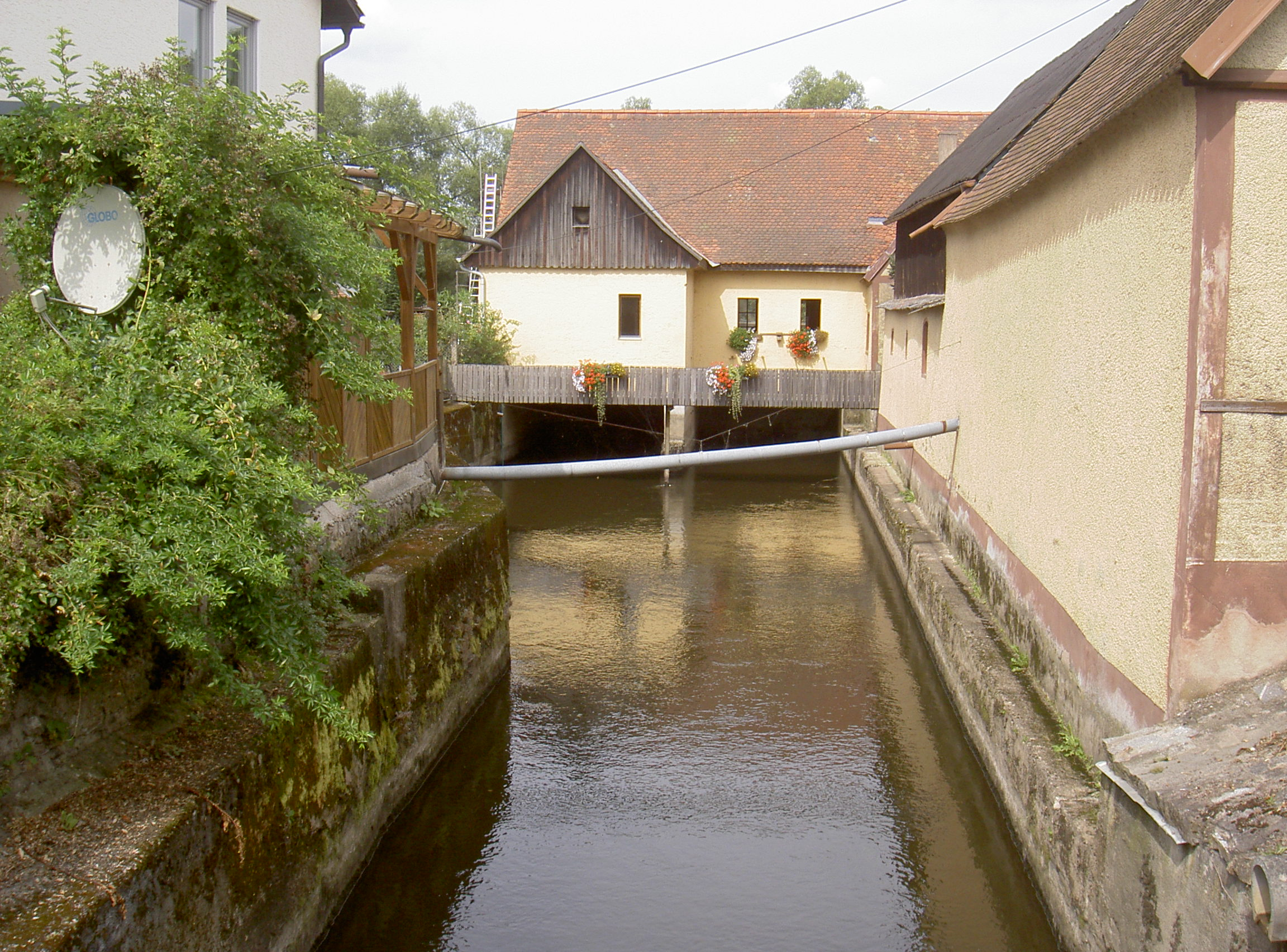
Hammerharlesberg, Wasserkraftwerk

### 17. und 18. Jahrhundert
Nach der Stilllegung des Eisenhammers wurde Hammerharlesberg in eine fürstliche Meierei umgewandelt.
Im Urbar von 1602 wurde Hammerharlesberg als „Hammermühl mit 2 Mahlgängen“ bezeichnet.
Zu dieser Zeit bestand in Hammerharlesberg eine Sägmühle und 2 Neumühlen.
In einem Urbarium von 1607 für Ladislaus den Jüngeren von Lobkowitz ist in Hammerharlesberg ein Eisenhammer und eine Ziegelei mit 10 Öfen aufgeführt.
Eine Aufstellung von 1620 gibt als Einkünfte von Hammerharlesberg an
- von der Hammermühle 77 Gulden
- von der Ziegelhütte 104 Gulden
- aus der Schafzucht 200 Gulden[4]

Im Salbuch von 1653 war vermerkt, dass Hammerharlesberg vor langer Zeit ein Eisenhammer gewesen ist.
1653 bestanden dort Gebäude, Stallungen und Stadel, in denen Schweine, Gänse, Hühner und Enten auch über den Winter gehalten werden konnten.
Für 1653 wurden als Bestand 15 Melkkühe und 30 Stück Galtvieh verzeichnet.
Hammerharlesberg gehörte zusammen mit Harlesberg zur lobkowitzischen Herrschaft Störnstein-Neustadt.
Zu dieser Herrschaft gehörten die Ortschaften Haidmühle, Sauernlohe, Neustadt an der Waldnaab, Störnstein, Wiedenhof, Aich, Roschau, Görnitz, Harlesberg, Altenstadt an der Waldnaab, Mühlberg, Denkenreuth, Ernsthof, Lanz, Oberndorf, Rastenhof, Wöllershof, Botzersreuth, Kronmühle, Sankt Quirin.
Außerdem gehörte das Gebiet von Waldthurn mit 28 Dörfern und Einöden zu dieser Herrschaft.
1641 wurde Störnstein-Neustadt unter Wenzel Eusebius von Lobkowicz zur gefürsteten Grafschaft erhoben.
Das Herrschaftsgebiet war in 4 Viertel geteilt: Neustädter Viertel, Altenstädter Viertel, Denkenreuther Viertel und Oberndorfer Viertel.
Hammerharlesberg gehörte zusammen mit Harlesberg zum Altenstädter Viertel.
Im Mannschaftsregister von 1797 stand Hammerharlesberg mit einem Hof, 2 Häusern, darunter eine Mühle und 3 Herrschaftsuntertanen.
Hammerharlesberg war mit der niederen Gerichtsbarkeit, den Diensten, Abgaben und Steuern zum Oberamt Neustadt grundbar.
Die Obrigkeit mit höherer Gerichtsbarkeit und Mannschaft war lobkowitzisch.

### 19. Jahrhundert bis Gegenwart
1807 verkaufte Fürst Franz Josef von Lobkowitz Herzog zu Raudnitz die gefürstete Grafschaft Störnstein-Neustadt an das Königreich Bayern.
Hammerharlesberg gehörte zur Gemeinde Roschau.
Roschau war Steuerdistrikt und unmittelbare Landgemeinde, gebildet durch das Gemeindeedikt 1808.
Die Gemeinde Roschau bestand aus den Ortschaften Roschau, Aich, Fichtlmühle, Görnitz, Hammerharlesberg, Harlesberg und Wiedenhof.
Ab 1920 stieg der Strombedarf im 3 km entfernten Weiden. Deshalb kaufte die Stadt Weiden die Getreidemühle Hammerharlesberg der Müllersfamilie Rauh ab und baute sie mit neuen Turbinen in ein modernes Wasserkraftwerk um.
Hammerharlesberg war nun ein Wasserkraftwerk der Stadt Weiden.
Im Zuge der Gebietsreform in Bayern wurde Roschau zusammen mit Edeldorf und Letzau 1972 zur neu gebildeten Gemeinde Theisseil zusammengelegt.
In den 1970er Jahren verkaufte die Stadt Weiden das E-Werk an die Familie Wutz aus Cham, die es noch (2022) betreibt.
Sie ließ neue Turbinen einbauen.
Heinz Schmidt und seine Ehefrau Rita aus dem Müllergeschlecht Rauh betreuten das Kraftwerk. Es produziert mit 2 Turbinen eine durchschnittliche Leistung von 35 bis 40 kW.
Für die Fische wurde eine Fischtreppe zur Umgehung der Anlage angelegt.
Im August des Jahres 2018 musste das Kraftwerk wegen der andauernden Trockenheit vorübergehend abgeschaltet werden. Betreut wird das Kraftwerk heute durch Familie Pöllath aus Hammerharlesberg.
Die Anlage wird als Bodendenkmal unter der Aktennummer D-3-6239-0134 im Bayernatlas als „untertägige Befunde des spätmittelalterlichen und frühneuzeitlichen Eisenhammers und Hammergutes Hammerharlesberg“ geführt.

## Einwohnerentwicklung in Hammerharlesberg ab 1817
| Jahr | Einwohner | Gebäude |
| ---- | --------- | ------- |
| 13   | 3         |         |
| 1838 | 27        | 3       |
| 1871 | 24        | 11      |
| 1885 | 24        | 3       |
| 1900 | 17        | 3       |
| 1913 | 25        | 3       |
| 1925 | 28        | 3       |

| Jahr | Einwohner | Gebäude |
| ---- | --------- | ------- |
| 1950 | 25        | 4       |
| 1961 | 27        | 6       |
| 1970 | 24        | k. A.   |
| 1987 | 54        | 18      |
| 2011 | 70        | k. A.   |
| 2022 | 77        | 25      |

## Sonstiges
Anfang des 19. Jahrhunderts arbeitete der Dichter Oswald Hafner in der Ziegelei von Hammerharlesberg und dichtete über seine Tätigkeit:

„Dann trat ich von dem Hirtenstabe
Und nahm die Ziegelarbeit an,
Die ich bisher verrichtet habe
Und dabei manches Lied ersann.“